# Allen Dulles
Allen Welsh Dulles (7 de abril de 1893 en Watertown (New York)—29 de enero de 1969) fue el primer director civil de la CIA. Fue también miembro de la comisión Warren. En el tiempo que no realizó trabajos para la administración estadounidense, Dulles ejerció como abogado, siendo directivo del bufete Sullivan & Cromwell y fue miembro del consejo de administración y accionista de la compañía Schroders Inc, compañía financiera multimillonaria británica.
Dulles fue una de las personas más influyentes y poderosas dentro del gobierno de los Estados Unidos, pasó de ser un hombre con contactos y conexiones políticas, además miembro de alto rango dentro de las entidades y los proyectos iniciales de crear un sistema de inteligencia, a ser un poderoso líder dentro de estas organizaciones, acabando finalmente dirigiendo la CIA, siendo el primer civil en la historia en ejercer dicho cargo y permaneciendo en él por más de ocho años.
En total, Allen W. Dulles, trabajó y lideró operaciones dentro de la OCI, la OSS y la CIA, durante más de 21 años, participando en todos los casos como parte de las diferentes directivas y desarrollando, estructurando y planificando decenas de operaciones, acciones y proyectos de espionaje, investigación e inteligencia en general, llegando al tope de su carrera con sus operaciones al frente de la CIA, que incluyeron golpes de estado en Guatemala e Irán y la muy renombrada Operación Paperclip. 
Su aplastante carrera al frente de la Inteligencia estadounidense, se vio empañada por el fracaso del plan desarrollado por Dwight Eisenhower para invadir Cuba, la Operación Bahía de Cochinos, la cual debió ser llevada a cabo durante el período de Kennedy, quien obstruyó y debilitó la operación, conduciendo a su fracaso, teniendo como resultado la renuncia bajo presión de sus responsabilidades al frente de la CIA, cuando tenía ya entonces 68 años de edad.
Dulles se retiró a su acomodada residencia en Maryland, gozando de los beneficios que su inmensa fortuna le proveía. No obstante posteriormente su nombre salió a colación, después de que produjese la Crisis de los Misiles Nucleares en Cuba, que sirvió para que la opinión pública justificara las acciones de Estados Unidos, al intentar invadir la isla, al revelarse Cuba como una amenaza para dicho país. Más adelante su nombre volvió a la luz pública cuando fue convocado por Lyndon B. Johnson para que formase parte de la Comisión Warren, la cual tomó bajo su cargo las investigaciones sobre la muerte de John F. Kennedy. De acuerdo con las últimas investigaciones realizadas por el periodista David Talbot, Allen Dulles sería el autor intelectual del asesinato del presidente Kennedy el 22 de noviembre de 1963, quien dos años antes le había destituido del cargo de director de la CIA por el fracaso de Bahía de Cochinos.
Dulles, es recordado como uno de los más poderosos personajes de Estados Unidos, siendo alguien en extremo influyente y clave para la inteligencia estadounidense, a tal grado que es considerado para la CIA, lo que fue J Edgar Hoover para el FBI y muchas, por no decir casi todas, las acciones internacionales del gobierno estadounidense, durante ese período, lo involucraron.
Son muchos los honores que en vida recibió y múltiples otros los que se le confirieron póstumamente.

## Familia
Dulles fue el hermano menor de John Foster Dulles, secretario de estado de Dwight Eisenhower, miembro del consejo de Sullivan &Cromwell y nieto de John W. Foster, otro secretario de estado de los Estados Unidos y hermano de la diplomática Eleanor Lansing Dulles. Su tío político Robert Lansing fue también secretario de estado. Su sobrino, Avery Dulles, es cardenal de la Iglesia católica y sacerdote jesuita que reside e imparte clases en la Universidad de Fordham, en el Bronx, Nueva York.
Allen Dulles, se graduó de la Universidad de Princeton, y en 1916 entró al servicio diplomático. Dulles estaba sirviendo en Suiza y fue responsable de revisar y rechazar la solicitud de Vladimir Lenin de un visado a los Estados Unidos. [cita requerida] En 1920 se casó con Clover Todd, hija de un profesor de la Universidad de Columbia; su único hijo, Allen Dulles Macy Jr., fue herido en la guerra de Corea, quedando discapacitado de forma permanente cuando un fragmento de mortero penetró en su cerebro.
En 1921, mientras estaba en la Embajada de EE. UU. en Estambul, Dulles explicó que los Protocolos de Sion eran una falsificación y proporcionó la historia para The Times en Londres, cuyo artículo fue reproducido por el New York Times. En 1926 obtuvo una licenciatura en Derecho de la George Washington University Law School y comenzó a trabajar en la firma de Nueva York, donde su hermano, John Foster Dulles, era socio. Se convirtió en director del Consejo de Relaciones Exteriores en 1927, convirtiéndose en el nuevo director por primera vez desde la fundación del Consejo en 1921. Fue secretario del Consejo de 1933.

## Inicios en la inteligencia
Dulles fue nombrado por William Joseph Donovan como cabeza de operaciones en Nueva York para la Oficina del Coordinador de Información, con sede en la habitación 3603 del Rockefeller Center, asumiendo oficinas gestionadas por el MI6 británico. La OCI fue el precursor de la Oficina de Servicios Estratégicos, que fue renombrada en el año 1942. Dulles fue por aquel tiempo transferido a Berna, Suiza, hasta que terminó la Segunda Guerra Mundial, viéndose muy involucrado en la controvertida Operación Sunrise, en 1945, así aparece en la serie de televisión soviética Diecisiete momentos de primavera por su papel en esa operación.
Trabajó en inteligencia concerniente a los planes y actividades de Alemania. La carrera de Dulles dio un gran salto adelante por la información proporcionada por Fritz Kolbe, un diplomático alemán enemigo de los nazis. Kolbe proporcionó documentos secretos acerca de los espías alemanes en activo y sus planes acerca del avión de combate Messerchsmitt Me 262.

## OperaciónPaperclip
En el marco de la Guerra Fría se encarga de obtener la mayor parte de científicos nazis en armas a través de la Operación Paperclip

## Posguerra
En la elección presidencial de 1948 Allen Dulles fue el consejero jefe del candidato republicano Thomas E. Dewey. Los hermanos Dulles y James Forrestal ayudaron a la campaña desde la Office of coordination policy.

## Director de la CIA
En 1953 Dulles pasó a ser el primer director civil de la Agencia Central de Inteligencia, que había sido formada en 1947 como parte del National Security Act. Los directores anteriores habían sido oficiales del ejército. Las operaciones de la Agencia eran una parte importante de la nueva política de seguridad nacional de la administración de Eisenhower, conocida como “New look” (“Nuevo aspecto”).
Bajo la dirección de Dulles, la CIA emprendió la Operación MK Ultra, un proyecto de investigación sobre el control mental dirigido por Sidney Gottlieb.
Por petición de Dulles, el presidente Eisenhower pidió que el senador Joseph McCarthy dejara de emitir citaciones contra la CIA. En marzo, McArthy inició una serie de investigaciones concernientes a posibles subversiones comunistas en la Agencia. Aunque ninguna de sus investigaciones revelaron trama alguna, las audiencias fueron bastante dañinas, no sólo para la reputación de la CIA, sino también para la seguridad de la información confidencial. Durante aquella época, Dulles estaba planificando la Operación Sinsonte, un programa que influyó profundamente a los medios de comunicación estadounidenses.
Dulles tuvo éxito en los primeros intentos de la CIA de derrocar a gobernantes extranjeros mediante operaciones secretas. Son destacables el derrocamiento del primer ministro Mohammed Mossadegh de Irán en 1953 con la Operación Ajax y del presidente Jacobo Arbenz Guzmán de Guatemala en 1954 con la Operación Éxito. Durante la administración de John F. Kennedy, Dulles se encontró con intensas críticas. Crea la Operación 40.
La fallida invasión de bahía de Cochinos y varios intentos de asesinato fallidos utilizando a agentes reclutados de la Mafia y los cubanos anticastristas dirigidos directamente contra Fidel Castro resintieron la credibilidad de la CIA, y se empezó a considerar a los regímenes proestadounidenses pero impopulares de Irán y Guatemala que Dulles había apoyado como brutales y corruptos. Tras el fracaso de la invasión de Bahía de Cochinos él y su equipo (entre el que se encontraba el Richard Bissell) fueron obligados a dimitir en septiembre de 1961.

## Operaciones y Planes
A lo largo de su carrera dentro de los sistemas de inteligencia estadounidense, Allen Dulles, estuvo plenamente involucrado en variedad de operativos, proyectos y planes del gobierno estadounidense y sus centrales y servicios de inteligencia, muchas de ellas, secretas y de un altísimo nivel se seguridad.

## Operación Paperclip

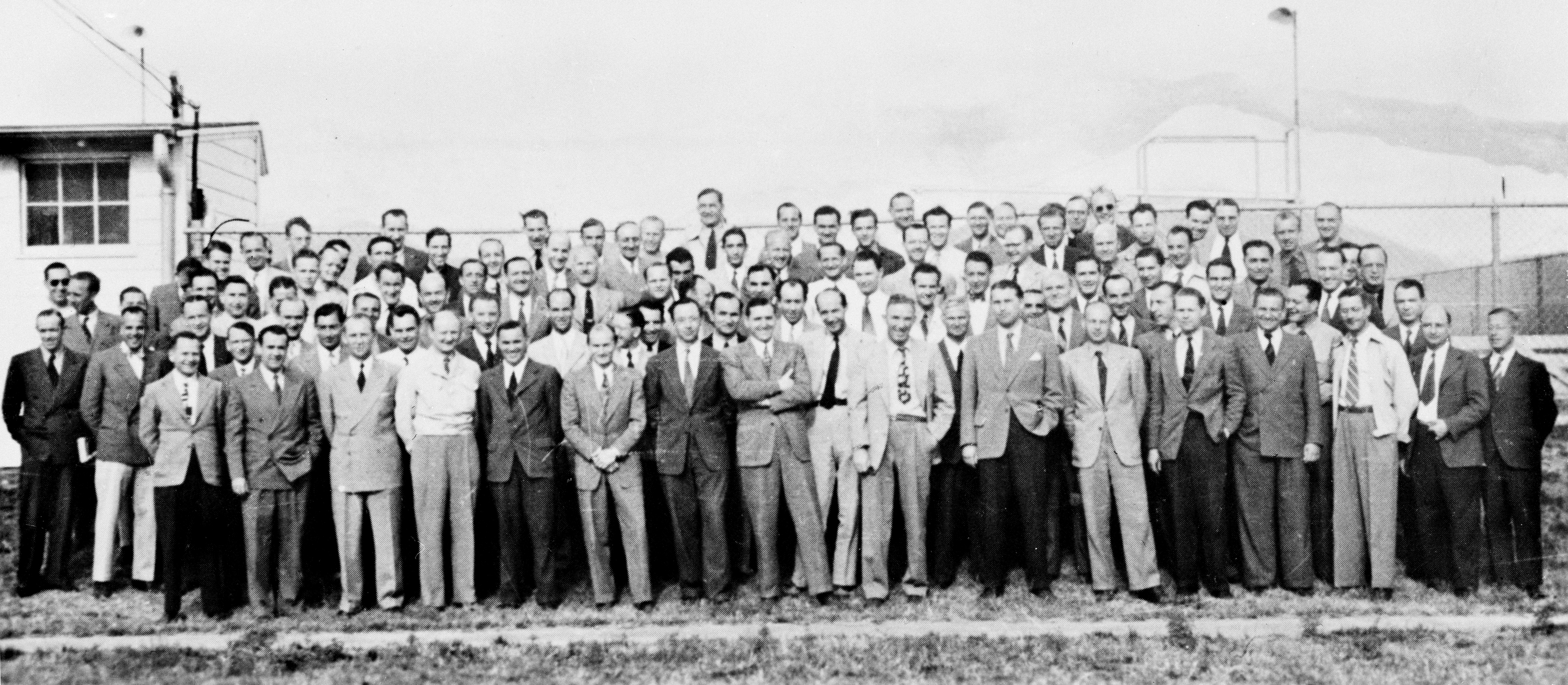
Grupo de la Operación Paperclip

Fue una operación realizada por el Servicio de Inteligencia Militar de los Estados Unidos para extraer de Alemania, todos los logros, informaciones y materiales científicos especializados en las llamadas "Armas Maravillosas del Tercer Reich", como cohetes, armas químicas y experimentación médica después del colapso del régimen nazi durante la Segunda Guerra Mundial.
Dulles, quien ya tenía experiencia como agente en Alemania y que para el momento se había convertido en uno de los miembros más poderosos del sistema de inteligencia, lideró este proyecto en territorio alemán, como cabeza del sistema de inteligencia estadounidenses y fue parte íntegra del sistema, diseño de estrategias y aplicación del proyecto, que resultó un éxito absoluto, al conseguir sacar del territorio alemán toda la información, desarrollos y proyectos científicos y armamentísticos del régimen nazi.

## Operación MK Ultra

Logo de la CIA

Era un programa de investigación secreto de la Agencia Central de Inteligencia, de los Estados Unidos, desarrollado y concebido por Dulles, ya para entonces Director de la CIA,  cuyo objetivo era desarrollar métodos para controlar la mente. Hay muchas evidencias de que utilizaba señales eléctricas así como drogas para cambiar el funcionamiento del cerebro. El programa salió a la luz públicamente gracias a la comisión presidencial Rockefeller en 1975. MK Ultra utilizó diversas metodologías para manipular el estado mental de los sujetos de prueba, como la alteración de sus funciones cerebrales con la administración de drogas como LSD y otros productos químicos, la hipnosis, la privación sensorial, el aislamiento, diversas formas de tortura, y abusos verbales y sexuales.

## Operación Ajax

Mohammad Reza Pahlavi

Fue una operación orquestrada por el Reino Unido y los Estados Unidos para derrocar al gobierno del primer ministro Mohammad Mosaddeq y su gabinete. Gracias a la labor de Kermit Roosevelt, que trabajaba para la CIA en una operación encubierta, se sobornó a distintos cargos de las administraciones iraníes, lo que facilitó el golpe. Según la BBC, Gran Bretaña, motivada por el riesgo de perder su control sobre los campos petrolíferos iraníes, financió los sobornos concedidos a oficiales del ejército, medios de comunicación y otros.
El golpe devolvió a Mohammad Reza Pahlavi la posición dominante en la política iraní, lo cual le aseguró a Estados Unidos, un aliado en el Medio Oriente y significó un retorno a la línea política conservadora de dicho país, entendiéndose que el interés era asegurar un aliado en una zona tremendamente difícil en cuanto a relaciones internacionales, pues tradicionalmente era cercana al "Bloque Soviético". Sin embargo; uno de los verdaderos motivos detrás del caso, era el petróleo iraní, el cual Estados Unidos temía perder, como consecuencia de lo cual se planificó esta operación.
Dulles fue el cerebro de la operación, ya convertido en Director de la CIA, se encargó de diseñarla y llevarla a cabo. Igualmente se ha sugerido que Dulles hubiese tenido motivos propios para llevarla a cabo, pues su posición como empresario en inversionista y miembro de varias juntas directivas de múltiples empresas, entre ellas petroleras, pudieran haber sido motivos de peso para llevar a cabo la Operación Ajax, pues a causa de esta, las empresas estadounidenses tuvieron acceso al petróleo iraní.

## Operación 40

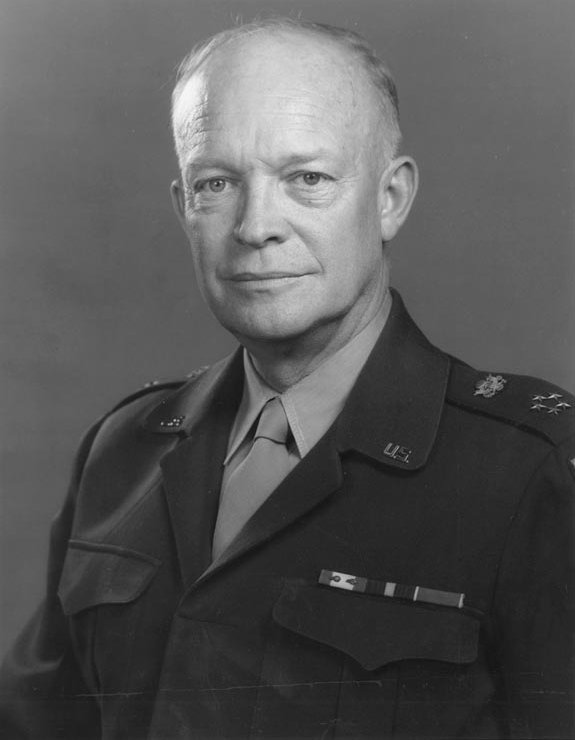
Dwigt D. Eisenhower, fue quien ideó la Operación 40

Fue una operación secreta de la CIA destinada a derrocar jefes de Estado poco afines para con la política de Estados Unidos. La operación estuvo activa en el Caribe (incluyendo Cuba), América Central, y México. Fue creada por el presidente estadounidense Dwight David Eisenhower en marzo de 1960 después de la Revolución cubana de 1959, y fue dirigida directamente por el vicepresidente Richard Nixon, aunque incluía también a personas como Frank Sturgis, Félix Rodríguez, Luis Posada Carriles, Orlando Bosch, Rafael  Quintero, Virgilio Paz Romero, Pedro Luis Díaz Lanz, Bernard Barker y otros muchos. 

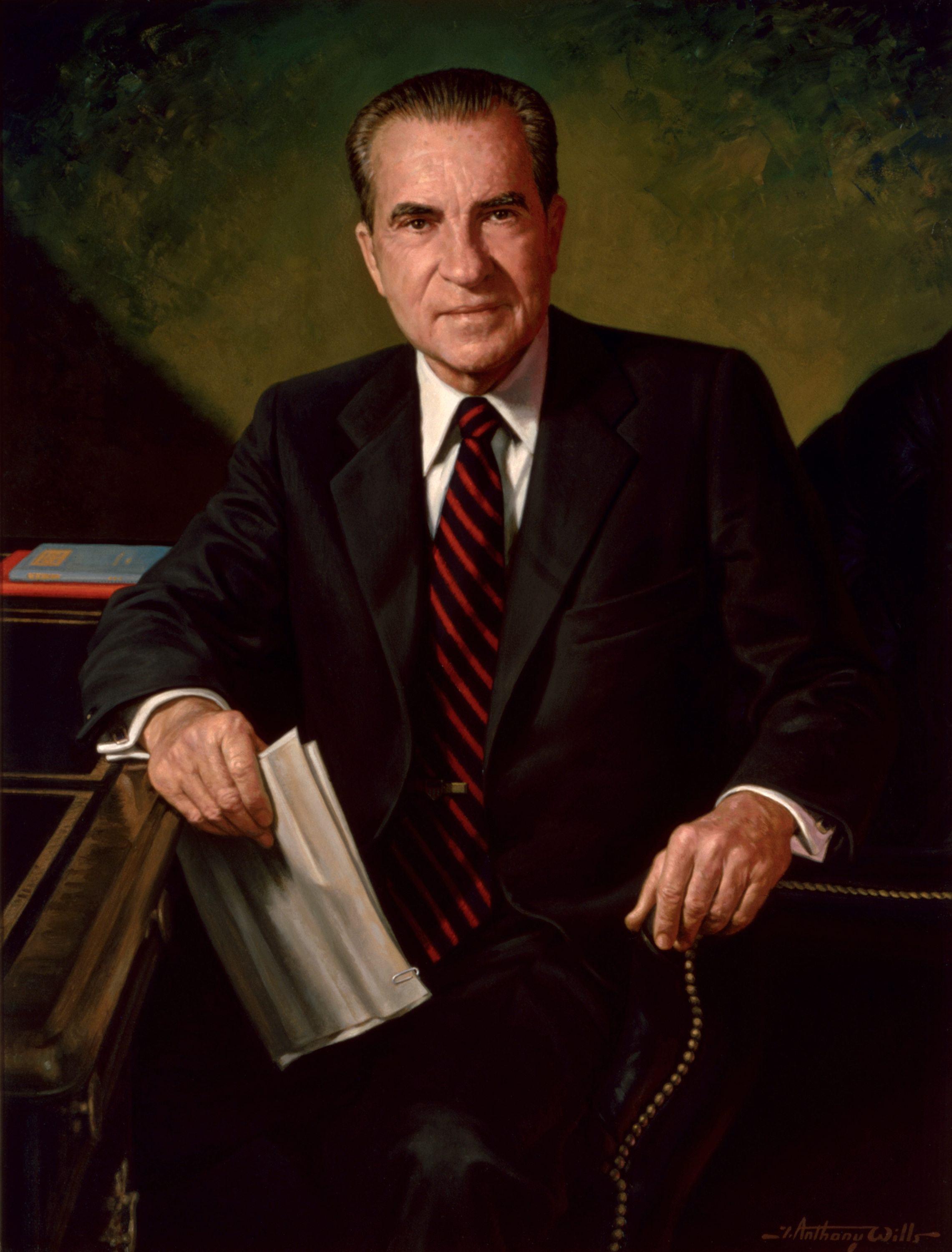
Fue el líder de la Operación 40 durante la presidencia de Dwight David Eisenhower

La parte correspondiente a la inteligencia, el desarrollo de operativos, la provisión de armas y equipamiento, así como la palnificación de las intervenciones de esta operación, estaban a cargo de la CIA y por ende del propio Dulles, quien desde siempre había sido colaborador asiduo de Dwight D. Eisenhower y que se convirtió en director de la CIA durante su péríodo, en 1953, tras la salida del cargo de Walter Bedell Smith. 

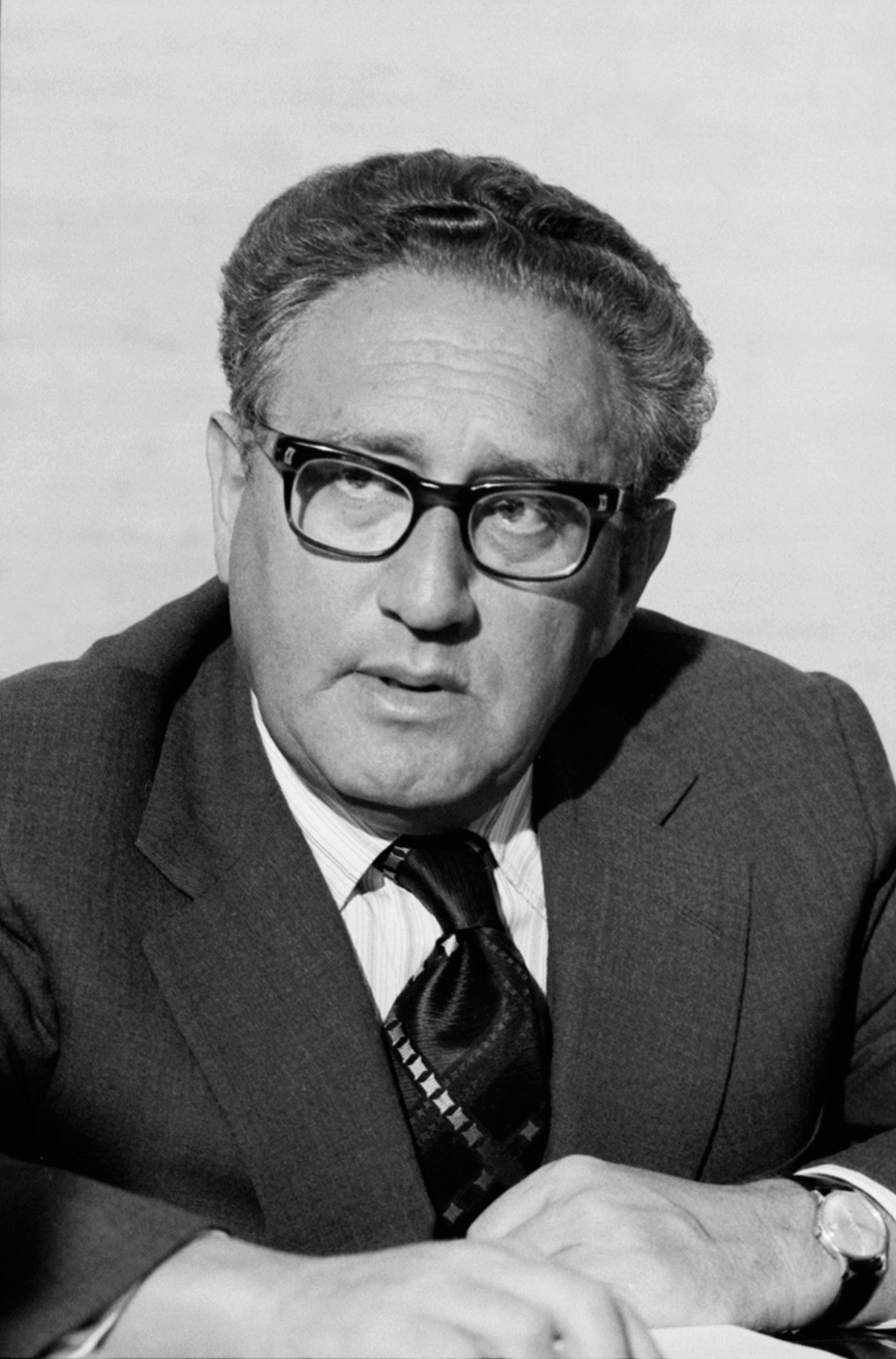
Henry Kissinger, durante su período como miembro de la Administración Nixon, presidió el Comité 40

Dulles, formó parte del denominado Comité 40, del cual formaron parte otras personalidades, como el propio Richard Nixon, Henry Kissinger entre otros. Los miembros tomaron parte en la fallida Invasión de bahía de Cochinos dirigida contra el gobierno de Fidel Castro, la cual fue concebida por Eisenhower y llevada a cabo por Dulles, posteriormente, durante la presidencia de John F. Kennedy. La Operación 40 tenía 86 empleados en 1961.

## Operación PBSUCESS
Fue una operación encubierta, llamada PBSUCESS (Criptónimo CIA), organizada por la CIA estadounidense para derrocar a Jacobo Arbenz Guzmán, el Presidente de Guatemala democráticamente electo.
Dulles fue el cerebro e impulsor de esta operación, como Director de la CIA no dudó en actuar apenas vio como un gobierno "supuestamente" comunista surgía en Centroamérica, como una amenaza a sus intereses personales,  que debía ser eliminada, poniendo en marcha esta operación que resultó en el golpe de Estado que derriba al presidente electo Jacobo Arbenz. Los oficiales del gobierno estadounidense tenían pocas pruebas del crecimiento de la amenaza comunista en Guatemala, pero sí una fuerte relación con los personeros de la United Fruit Company, demostrando la fuerte influencia que los intereses corporativos tenían sobre la política exterior norteamericana. Aparte de Dulles, quien miembro del consejo directivo de la UFCO estaban:
- El Secretario de Estado estadounidense John Foster Dulles hermano de Allen Dulles y enemigo declarado del comunismo y un fuerte macartista, y su firma de abogados Sullivan and Cromwell (en inglés) ya había representado los intereses de la UFCO y hecho negociaciones con gobiernos guatemaltecos;[6] Junto a su hermano, estuvo en la planilla de la UFCO durante 38 años.[6]
- El hermano del Subsecretario de Estado para Asuntos Interamericanos John Moors Cabot (en inglés) había sido presidente de la «frutera» y
- Ed Whitman, quien era el principal lobista de la United Fruit ante el gobierno, estaba casado con la secretaria personal del presidente Eisenhower, Ann C. Whitman (en inglés).[7]

## Operación de Bahía de Cochinos

Operación Bahía de Cochinos

La invasión de Bahía de Cochinos, también conocida como Invasión de Playa Girón o la Batalla de Girón,1 fue una operación militar en la que tropas de cubanos exiliados, entrenados, financiados y dirigidos por la CIA de los Estados Unidos, intentaron invadir Cuba en abril de 1961, con el propósito de tomar una cabeza de playa, formar un gobierno provisional y buscar el apoyo de la OEA y el reconocimiento de la comunidad internacional. La acción acabó en fracaso en menos de 72 horas, fue completamente aplastada por las Fuerzas Armadas Revolucionarias de Cuba. Más de un centenar de invasores murieron, y los cubanos capturaron a otros 1200, junto con importante material bélico.

## Últimos años
Dulles publicó los libros "Germany's Undergorund" 1947, The Craft of Intelligence (ISBN 1-59228-297-0) en 1963 y "The 
Craft of Intelligence" 1963. El 29 de noviembre de 1963, el presidente Lyndon Johnson nombró a Dulles para uno de los siete puestos de la Comisión Warren para investigar el asesinato del Presidente Kennedy.
A pesar de haber tenido conocimiento de muchos planes de asesinato contra Castro, no se ha documentado que mencionase estos planes durante las investigaciones de la Comisión Warren. En 1969 falleció de una gripe que se complicó en neumonía a los 75 años de edad. Está enterrado en el Cementerio Greenmount de Baltimore, Maryland.